# 15890 Prachatice
15890 Prachatice è un asteroide della fascia principale. Scoperto nel 1997, presenta un'orbita caratterizzata da un semiasse maggiore pari a 2,1411184 UA e da un'eccentricità di 0,0960235, inclinata di 2,66603° rispetto all'eclittica.